# Jos Ghysen
Jos Ghysen (Hasselt, 1 mei 1926 – aldaar, 4 juni 2014) was een Vlaams radio- en tv-presentator, schrijver en blogger.

## Biografie
Jos Ghysen werd geboren in Hasselt, waar hij in het Sint-Jozefscollege school liep. Toen Ghysen veertien jaar was, brak de oorlog uit. Deze periode had een grote invloed op hem. Geïnspireerd door een leraar die geregeld stukjes van Johan de Maegt uit Het Laatste Nieuws voorlas, is hij zelf cursiefjes beginnen te schrijven. In een lokaal weekblad, Het Aankondigingsblad, publiceerde hij op 14 oktober 1944 zijn eerste cursiefje. De uitgever van het blad zei hem: doe dit voortaan maar iedere week, wat Ghysen vijftig jaar lang ononderbroken gedaan heeft. In diezelfde naoorlogse periode heeft hij ook kort als journalist voor Het Belang van Limburg gewerkt, tot hij zijn opleiding als onderwijzer voltooide. Aan het college van Mechelen-aan-de-Maas studeerde hij af voor onderwijzer. Hij ging er dadelijk aan de slag als leraar van het zevende leerjaar.
In de jaren vijftig van de 20e eeuw debuteerde hij als schrijver onder het pseudoniem "André Roggen". Zijn roman Requiem voor Christine (1958) werd bekroond met de Eugeen Leen-prijs. Van 1967 tot 1990 presenteerde hij wekelijks op zaterdag het legendarische radioprogramma Te bed of niet te bed op de gewestelijke radio-omroep BRT2 Limburg. Ook was Ghysen bekend om zijn cursiefjes die hij wekelijks voorlas in Het Schurend Scharniertje (1954-1994) en waarvan er vele zijn gepubliceerd in diverse boekjes. Andere populaire radioprogramma's van Ghysen waren Zondagsparasol (1964-1966) en Het zal je plaat maar wezen, later herdoopt tot Rodenbachstraat 29 (1973-1976), een muzikaal verzoekprogramma waar hij wekelijks een miljoen luisteraars mee bereikte.
Sinds november 2005 had Ghysen een blog waarop hij regelmatig korte stukjes plaatste. Op aanvraag van producer Bjorn Verhoeven schreef en las hij ook one-liners voor in het ochtendprogramma Sven Ornelisop Q-music presenteert. In 2009 werd hij door de lezers en de vakjury van het computermagazine Clickx Magazine verkozen tot Blogger van het jaar.
In de jaren 80 presenteerde hij diverse televisiespelprogramma's op de openbare omroep. Na zijn pensionering bij de BRT ging hij aan de slag als televisiepresentator bij de commerciële omroep VTM. Hier presenteerde hij onder meer Zondag Josdag en was te gast in het moppenprogramma HT&D.
In 2012 bracht zijn voormalige collega Kris Smet naar buiten dat Ghysen in de jaren zeventig jarenlang zijn medepresentatrice van Te bed of niet te bed Ireen Houben seksueel geïntimideerd en misbruikt zou hebben. Ghysen ontkende dat. Andere collega's bevestigden de verhalen over intimidatie en maakten gewag van een cultuur van seksisme en machtsmisbruik bij de toenmalige
Omroep Limburg.
Ghysen stierf in 2014 op 88-jarige leeftijd.
Ghysen was gehuwd met Lucie Reul (1929-2015), met wie hij drie kinderen had.

### Tijdlijn
| Datum      | Gebeurtenis |
| ---------- | --- |
| 1 mei 1926 | Geboren in Hasselt. |
| 1932       | Sint-Jozefscollege Hasselt (lager onderwijs). |
| 1938       | H. Hartcollege Mechelen-aan-de-Maas (humaniora). |
| 1940       | Sint-Jozefscollege Hasselt tot en met het vierde jaar Latijn (humaniora). |
| 1942       | Normaalschool Mechelen-aan-de-Maas (opleiding onderwijzer). |
| 1946       | Leraar College Mechelen-aan-de-Maas. Voorbereidend jaar tot humaniora. |
| 1947       | Losse medewerker NIR Omroep Limburg. |
| 1952       | Losse medewerker Vlaamse Televisie, Afdeling Documentaire Programma's. o.m. De Limburgse Oude Steden Borgloon en Stokkem en Het Mysteriespel Sint-Evermarus van Rutten.                                                       |
| 1953       | Geslaagd voor examen regisseur-omroeper NIR. Deeltijds actief bij NIR-radio te Brussel. |
| 1955       | In vaste dienst als nieuwslezer buiten beeld bij de Vlaamse televisie. Na drie maanden overplaatsing gevraagd naar de radio. Regisseur-omroeper aanvankelijk bij de Wereldomroep, daarna bij NIR Vlaams Brussel (nu Radio 1). |
| 1956       | In maart overplaatsing naar Omroep Limburg. |
| 1964       | Geslaagd voor examen producer. Zes maanden stage bij de Vlaamse televisie. Aanstelling als producer Gemengde Programma's bij Omroep Limburg.                                                                                  |
| 1970       | Producer. |
| 1984       | Productieleider Omroep Limburg. Werkte in die periode ook voor de Vlaamse televisie. Onder meer met Vlaanderen, erger je niet en De 50 prijzen van Jos Ghysen.                                                                |
| 1991       | Op pensioenstelling BRTN. |
| 1992       | Maakt gedurende zeven jaar het VTM-zondagmiddagprogramma Zondag Josdag en werkte mee aan diverse tv-programma's o.m: Wie van de drie, Studio Gaga, Watte? en HT&D. Laatste aflevering: mei 1999.                              |
| 2005       | Blog www.josghysen.be |
| 2008       | Q-music: iedere dag een oneliner na het ochtendnieuws van 7 uur. |
| 2014       | Overleden op 4 juni 2014 in Hasselt op 88-jarige leeftijd. |

### Boeken
| Jaar | Titel                                       | Uitgeverij |
| ---- | ------------------------------------------- | --- |
| 1947 | Met de raket naar de maan                   | Uitg. Goede Pers-Averbode. (Vlaamse Filmkes nr 28) |
| 1947 | De bemanning is gered                       | Uitg. Goede Pers-Averbode. (Vlaamse Filmkes nr 37) |
| 1947 | De witte man der zwarte wouden              | Uitg. Goede Pers-Averbode.(Vlaamse Filmkes nr 47) |
| 1950 | De witte Maraboet                           | Uitg. Goede Pers-Averbode. (Vlaamse Filmkes nr 105) |
| 1951 | Wij zeiden geen vaarwel                     | Uitg. St.Norbertus-Boekhandel-Tongerlo. Roman. |
| 1952 | Martin en de kluizenaar                     | Uitg. Goede Pers Averbode. (Vlaamse Filmkes nr 165) |
| 1952 | Villégiature Tourne-Bride                   | Uitg. Davidsfonds-Leuven. Roman. Heruitgave in pocketeditie in 1964. Uitg. Standaard-Antwerpen. Nieuwe titel: Moordenaar met vakantie. Nederlandse toneelbewerking met première in Aalst voor het Koninklijk Landjuweel. Franse toneelbewerking door Joseph Bourdeaudhui met première in Aarlen.                        |
| 1953 | Mensen strijden elke dag                    | Uitg. Manteau-Brussel. Novellen van Limburgse schrijvers,samen met.Jos Vandeloo, Marcel Beerten,Clara Haesaert e.a. |
| 1953 | Elk hart heeft gouden vleugels              | Uitg. St.Norbertus-Boekhandel-Tongerlo. Jeugdroman. |
| 1956 | Brussel, hoofdstad van het land             | Uitg. St.Norbertus-Boekhandel Tongerlo. Samen met Karel Sneyers en onder pseudoniem André Roggen. (Lectuur voor klasgebruik). |
| 1956 | VNederland strijdt tegen de zee             | Uitg. St.Norbertus-Boekhandel Tongerlo. Samen met Karel Sneyers en onder pseudoniem André Roggen. (Lectuur voor klasgebruik). |
| 1956 | Het zwarte goud van Henegouwen              | Uitg. St.Norbertus-Boekhandel Tongerlo. Samen met Karel Sneyers en onder pseudoniem André Roggen. (Lectuur voor klasgebruik). |
| 1958 | Requiem voor Kristine                       | Uitg. De Clauwaert-Leuven. Roman. Tweede uitgave in 1970. Pocketeditie. Uitg. Heideland-Hasselt. |
| 1962 | De reizigers voor gisteren                  | Uitg. De Clauwaert-Leuven. Roman. Tweede uitgave in 1972. Uitg. Heideland-Hasselt. Derde uitgave in 1979. Uitg. Beckers-Kalmthout. |
| 1962 | De muzen hebben hun ekskuzen                | Uitg. Heideland-Hasselt. Kortverhalen. Samen met Louis Verbeeck. Tweede druk: November 1962. Derde druk: 1963. Vierde druk: 1964. Tweede uitgave in 1968. Uitg. Reinaert-Brussel. (Vlaamse Humor Omnibus) Derde uitgave in 1977. Uitg. Heideland-Hasselt. (Eerste Jos Ghysen Omnibus) Totale oplage: 45.000 exemplaren. |
| 1963 | De tweede muzen                             | Uitg. Heideland-Hasselt. Kortverhalen. Samen met Louis Verbeeck. Tweede druk: 1964. Derde druk: 1965. Vierde druk: 1966. Tweede uitgave in 1968. Uitg. Reinaert- Brussel. (Vlaamse Humor Omnibus) Derde uitgave in 1977. Uitg. Heideland-Hasselt. (Eerste Jos Ghysen Omnibus)                                           |
| 1963 | Met een majoor op schoot ISBN 9789002154973 | Uitg. Davidsfonds-Leuven. Kortverhalen. Tweede uitgave in 1969. Uitg. Heideland-Hasselt. Derde/?e uitgaven in 1977/1986. Uitg. Heideland-Hasselt. (Eerste Jos Ghysen Omnibus). Vierde uitgave in 1978. Uitg. Reinaert-Zele. Vijfde uitgave in 1983. Uitg. Reinaert-Zele.                                                |
| 1963 | Een ballon, een ballon, een ballonnetje     | Uitg. De Clauwaert-Leuven. Kortverhalen. Tweede druk 1964. Tweede uitgave in 1971. Uitg. Heideland-Hasselt. Derde uitgave in 1977. Uitg. Heideland-Hasselt (Eerste Jos Ghysen Omnibus). |
| 1964 | De Ronde, een pocket in gele trui           | Uitg. Heideland-Hasselt. Cursieven uit de Tour de France. Samen met Piet Theys. Tweede druk: 1965. Tweede uitgave in 1977. Uitg. Heideland-Hasselt (Eerste Jos Ghysen Omnibus). |
| 1964 | Planeet X zoekt een haven                   | Uitg. Standaard-Boekhandel Antwerpen. Jeugdroman |
| 1964 | Moordenaar met vakantie                     | Uitg. Standaard-Boekhandel Antwerpen. Pocketeditie van 'Villégiature Tourne-Bride'. |
| 1965 | Zogezegd                                    | Uitg. De Clauwaert-Leuven. Kortverhalen. Tweede druk 1966. Tweede uitgave in 1971. Uitg. Heideland-Hasselt. Derde uitgave in 1977. Uitg. Reinaert-Brussel. (Eerste Jos Ghysen Omnibus). |
| 1966 | In stukjes gevallen                         | VUitg. Heideland-Hasselt. Kortverhalen. Tweede druk: 1967. Tweede uitgave in 1968. Uitg. Reinaert-Brussel. (Vlaamse Humor Omnibus) Derde uitgave in 1977. Uitg. Heideland-Hasselt. (Eerste Jos Ghysen Omnibus). |
| 1967 | Zie je wel                                  | Uitg. De Clauwaert-Leuven. Kortverhalen. Tweede druk 1968. Tweede uitgave in 1968. Uitg. Arbeiderspers-A'dam. (Vlaamse Humor Omnibus) Derde uitgave in 1980. Uitg. Heideland-Hasselt. (Eerste Jos Ghysen Omnibus). |
| 1967 | Mensen is misselijk                         | Uitg. Heideland-Hasselt. Merkwaardigheden uit de pers. Samen met Piet Theys. |
| 1968 | Het schurend scharniertje                   | Uitg. Heideland-Hasselt. Kortverhalen. Tweede uitgave in 1980. Uitg. Heideland-Hasselt. (Tweede Jos Ghysen Omnibus) |
| 1969 | Ik dacht het maar                           | Uitg. Davidsfonds-Leuven. Kortverhalen. Tweede uitgave in 1973. Uitg. Heideland-Hasselt. Derde uitgave in 1980. Uitg. Heideland-Hasselt. (Tweede Jos Ghysen Omnibus) |
| 1969 | Mooi tot bewolkt                            | Uitg. De Clauwaert-Leuven. Kortverhalen. Tweede uitgave in 1972. Uitg. Heideland-Hasselt. Derde uitgave in 1980. Uitg. Heideland-Hasselt. (Tweede Jos Ghysen Omnibus) |
| 1969 | Lachen bij het ontbijt                      | Uitg. Heideland-Hasselt. Merkwaardige krantenknipsels. |
| 1969 | De Ronde van de derde man                   | Uitg. Heideland-Hasselt. Cursieven uit de Ronde van Frankrijk. Tweede uitgave in 1977. Uitg. Heideland-Hasselt. |
| 1970 | Met één vinger getikt                       | Uitg. Heideland-Hasselt. Kortverhalen. Tweede druk: 1971. Derde druk: 1978. |
| 1971 | Ach mensen                                  | Uitg. Heideland-Hasselt. Kortverhalen. |
| 1972 | Lach jij maar                               | Uitg. Heideland-Hasselt. Kortverhalen. |
| 1973 | Morgen misschien                            | Uitg. Heideland-Hasselt. Kortverhalen. |
| 1974 | Notities voor iemand                        | Uitg. Heideland-Hasselt. Kortverhalen. Tweede druk: 1975. |
| 1975 | De carrousel staat stil                     | Uitg. Heideland-Hasselt. Kortverhalen. |
| 1975 | Bij leven en welzijn                        | Uitg. Heideland-Hasselt. Kortverhalen. |
| 1976 | Is het al zo laat?                          | Uitg. Heideland-Hasselt. Kortverhalen. |
| 1977 | Voor wie fluit de merel?                    | Uitg. Heideland-Hasselt. Kortverhalen. |
| 1977 | Ghysen Allerlei. Eerste Jos Ghysen omnibus  | Uitg. Heideland-Hasselt. Met: De muzen hebben hun ekskuzen - De tweede muzen - Een ballonnetje - Zogezegd - Met een majoor op schoot - De Ronde - In stukjes gevallen. Tweede druk: 1977 |
| 1978 | Bloemen verwelken, scheepjes vergaan        | Uitg. Heideland-Hasselt. Kortverhalen. |
| 1979 | Het is nog niet morgen                      | Uitg. Heideland-Hasselt. Kortverhalen. |
| 1980 | Tegen beter weten in                        | Uitg. Heideland-Hasselt. Kortverhalen. |
| 1980 | Vijfmaal Jos Ghysen                         | Uitg. Heideland-Hasselt. Tweede omnibus. Met: Het schurend scharniertje – Zie je wel – Ik dacht het maar – Mooit tot bewolkt – De Ronde van de Derde Man. |
| 1981 | Er komen betere tijden                      | Uitg. Heideland-Hasselt. Kortverhalen. |
| 1981 | Rappleer dzj'oech nog?                      | Uitg. Standaard-Hasselt. Integrale tekst Hasseltse Revue 2. |
| 1982 | In juni roept de kwartel                    | Uitg. Heideland-Hasselt. Kortverhalen. |
| 1982 | Een stukje Hasselt                          | Uitg. Heideland-Hasselt. |
| 1983 | Misschien is nog het zekerste               | Uitg. Heideland-Hasselt. Kortverhalen. |
| 1983 | Tussen zon en wolken (1)                    | Uitg. Altiora. Het Boek Van De Maand. |
| 1984 | Zoals zand tussen de vingers                | Uitg. Heideland-Hasselt. Kortverhalen. |
| 1984 | Te bed of niet te bed                       | Uitg. B.R.T. Geschiedenis programma. |
| 1985 | Tussen zon en wolken (2)                    | Uitg. Altiora. |
| 1986 | De golden sixties                           | Uitg. Standaard-Antwerpen. Kortverhalen. |
| 1987 | Mijn vader, toevallig                       | Uitg. Standaard-Antwerpen. Kortverhalen. |
| 1987 | Derde Jos Ghysen omnibus                    | Uitg. Standaard-Antwerpen. Met: De golden sixties - Het schurend scharniertje - Bij leven en welzijn. |
| 1988 | et is al vroeg laat                         | Uitg. Standaard-Antwerpen. Kortverhalen. |
| 1989 | Mijmeringen van Jos Ghysen                  | Uitg. Reflex |
| 1989 | Een klein beetje geluk                      | Uitg. Reflex |
| 1989 | Vroeg uit de veren                          | Uitg. Reflex |
| 1989 | Tussendoortjes                              | Uitg. Reflex |
| 1989 | Jos Ghysen kalender                         | Vtg. Standaard. Elke dag een tekst. |
| 1990 | Dag papa, tot straks                        | Uitg. Standaard-Antwerpen. Kortverhalen. Tweede druk 1992. |
| 1992 | Hoe is 't? Alles goed?                      | Uitg. Standaard-Antwerpen. Kortverhalen. |
| 1994 | 5 minuten 50 jaar                           | VUitg. Standaard- Antwerpen. Kortverhalen. |
| 1994 | Beter met Jos Ghysen                        | Uitg. UZ Antwerpen. |
| 2001 | De beste van Jos Ghysen                     | VUitg. Davidsfonds Leuven. Uitgegeven ter gelegenheid van 75ste verjaardag. |
| 2002 | Vijftig maal beter met Jos Ghysen           | Uitg. UZ Antwerpen. 50 kortverhalen. |
| 2004 | Onderweg naar huis                          | Uitg. Davidsfonds Leuven. Reisverhalen. |
| 2009 | Manne obbe moan                             | Uitg. Castermans. Hasseltse Vertaling van 'Kuifje op de maan' van Hergé. |
| 2010 | Soms blijft iets                            | Uitg. De Cavalerie Leuven. Blogverhalen. |
| 2010 | Bij leven en welzijn                        | Uitg. Vanhalewyck Leuven. Biografie. |

### Opnames in Belgische en Nederlandse uitgaven
| Datum | Opname                              | Uitgave |
| ----- | ----------------------------------- | --- |
| 1968  | Eerste omnibus van de Vlaamse humor | Uitg.Reinaert-Brussel. Samen met Louis Verbeeck, Gaston Durnez en Jan De Spot. Selectie uit: In stukjes gevallen - De muzen hebben hun ekskuzen - De tweede muzen.      |
| 1975  | Tweede omnibus van de Vlaamse humor | Uitg.Reinaert-Brussel. Samen met Louis Verbeeck, Jan De Spot, Louis Paul Boon e.a. Selectie uit de bundels: Zie je wel - Een ballonnetje - Zogezegd - Mooi tot bewolkt. |
| 1978  | Derde omnibus van de Vlaamse humor  | Uitg.Reinaert-Zele. Samen net Gaston Durnez. Louis Verbeeck en Achiel Van Acker. Selectie uit Met een majoor op schoot. Meerdere uitgaven, vijfde uitgave in 1983.      |
| 1978  | Het Cursiefje                       | Uitg. De Clauwaert-Leuven. Met Godfried Bomans, Simon Carmiggelt, Louis Verbeeck e.a.                                                                                   |
| 1985  | 147 ware verhalen                   | Uitg.Belgische Multiple Sclerose Liga. Verhaal : De microfoon. |
| 1985  | Schuin geschreven                   | Uitg.Het Spectrum Utrecht/Antwerpen. Cursiefjes van Nederlandse en Vlaamse auteurs.                                                                                     |
| 1987  | Een witte kerst                     | Uitg.Novella-Amersfoort. Verhalen samen met Anton Coolen, Carmiggelt, Ina Boudier-Bakker e.a.                                                                           |
| 1989  | Vaderschap is meesterschap          | Uitg.Novella Amersfoort. Verhalen samen met Anna Blaman, Belcampo,Carmiggelt e.a. Verhaal: Zoon.                                                                        |
| 1989  | Verhalen onder de kerstboom         | Uitg.Novella-Amersfoort. Samen met Mies Bouwman, Clare Lennart,Maurice Roelants e.a. Verhaal: Kerstmis.                                                                 |
| 1990  | Het gaat steeds beter               | Uitg.Novella-Amersfoort. Verhalen samen met Leo Derksen, Dimitri Frenkel Frank, Simon Vestdijk e.a. Verhaal: Griep.                                                     |
| 1990  | Hoera voor het bruidspaar           | Uitg.Novella-Amersfoort. Verhalen samen met Godfried Bomans, Simon Carmiggelt,Alfred Kossmann e.a. Verhaal: De bruiloft.                                                |
| 1991  | Hummeltjes                          | Uitg.Novella-Amersfoort. Verhalen samen met Henri Knap, Bertus Aafjes,Harriët Freezer e.a. Verhaal: Bed.                                                                |
| 1992  | Hoe is 't? Alles goed.              | Uitg.Standaard-Antwerpen. Kortverhalen. |
| 1992  | Wonder op wielen                    | Uitg.Novella-Amersfoort. Verhalen samen met Renate Rubinstein, L.P.Boon,Walter van den Broeck e.a. Verhaal: Benzine.                                                    |
| 1993  | Viva Espana                         | Uitg.Novella-Bussum. Verhalen samen met Cees Nooteboom, Louis Couperus, Annie Schmidt e.a. Verhaal: Spanje.                                                             |
| 1993  | La douce France                     | Uitg.Novella-Bussum. Verhalen samen met Rinus Ferdinandusse, Godfried Bomans, Cyriel Buysse e.a. Verhaal: Elzas                                                         |
| 1993  | Een hondeleven                      | Uitg.Novella-Bussum. Verhalen samen met Jan Cremer, Carmiggelt, Hans Andreus e.a. Verhaal: De honden                                                                    |
| 1993  | Ik heb aan je gedacht               | Zuidhollandse Uitgeversmij. Verhalen samen met Toon Kortooms, Henri Knap, Annie M.G.Schmidt e.a. Verhaal: Het schaap                                                    |
| 1994  | Groen weelde                        | Uitg.Novella-Bussum. Verhalen samen met Ward Ruyslinck, Remco Campert, L.P.Boon e.a. Verhaal: Het voorjaar.                                                             |
| 1994  | Blij dat je er bent                 | Zuidhollandsche Uitg.Mij. Weert. Verhalen samen met Toon Hermans, Jos Brink, Fons Janssen e.a. Verhaal: Vrolijkheid                                                     |
| 1994  | Vriendschap en andere verhalen      | Zuidhollandsche Uitg.Mij. Weert. Verhalen samen met Toon Kortooms, Herman Heyermans, Annie M.G.Schmidt e.a. Verhaal: De vriend.                                         |
| 1994  | Als de kerstboom brandt             | Van Holkema en Warendorf. Houten. Verhalen samen met Renate Dorrestein, Jules De Corte, Jan Brusse. Verhaal : De lichtjes                                               |
| 1995  | Op gewicht                          | Uitg.Novella-Bussum. Verhalen met C.Buddingh, Marjan Berk, Remco Campert, Jan Blokker e.a. Verhaal: Het gewicht.                                                        |
| 1995  | Spring maar achterop                | Uitg.Novella-Bussum. Verhalen met Hans Andreus,Tim Krabbé, Clare Lennart, Simon Carmiggelt e.a. Verhaal: Fietsen.                                                       |
| 1995  | Kroegtijgeren                       | Uitg.Novella-Bussum. Verhalen met Jan Brusse, Hugo Claus, Dimitri Frenkel Frank, Eli Asser e.a. Verhaal: Café                                                           |
| 1995  | Bahamas in het binnenland           | Uitg.Stylo, Tilburg. Verhalen met Annie M.G.Schmidt, Simon Carmiggelt, Godfried Bomans, Ton van Reen e.a. Verhaal: Vakantie.                                            |

### Andere
| Datum | Opname                                        | Uitgave |
| ----- | --------------------------------------------- | --- |
| 1964  | Vertaling in Pantheonreeks Nobelprijswinnaars | Uitg. Heideland-Hasselt. Vertaling van Shawiana. G. B. Shaw. |
| 1965  | Gisteren wordt het beter                      | Samen met Jürgen Schneider. Uitgave Schneider op 59 exemplaren waarvan 3 met eigenhandige inkleuring door Jürgen Schneider.                                                                       |
| 1971  | Morgen wordt het beter                        | Uitgave Jürgen Schneider. Eén cursief, samen met drie origineleen gehandtekende kleuretsen van de in Gent wonende Duitser Jürgen Schneider. Exclusief, in doosvorm, gelimiteerd op 59 exemplaren. |

## Discografie
| Datum | Titel                                      | Uitgave |
| ----- | ------------------------------------------ | --- |
| 1950  | Het vrijerslied                            | Tekst Jos Ghysen. 78 toerenplaat. |
| 1960  | Dubbel van het lachen                      | 'Hoogtepunten uit Beroemde Programma's.' Dubbel lp. Uitg. Philips Nederland. Samen met Wim Sonneveld, Godfried Bomans, Paul Van Vliet, Jasperina de Jong, Gerard Cox, Frans Halsema e.a. Tekst: Onder de Wapens. |
| 196x  | Het Schurend Scharnierke                   | 45 toeren. Uitg. Philips. Teksten: Kroostrijk Gezin, Freubeljuffrouw. |
| 196x  | Poëzie in beweging                         | 33T-cd. Godfried Bomans en Jos Ghysen lezen eigen werk. Bomans: Erik bij de Wespen. Jos Ghysen: Sprookje |
| 1963  | Kleinkunsteiland                           | Uitg. Philips. Grote Aula Leuven. Tekst: Onder de Wapens. Samen met Jef Burm, Hugo Raspoet, Wil Ferdy, Louis Verbeeck e.a.                                                                                       |
| 1966  | Jos Ghysen en Louis Verbeeck               | Lp. Uitg. Kalliope. Teksten: Wachtkamer - Roeping - Vroeger - Klas. |
| 1974  | Dubbel van het lachen                      | Uitg. Philips. Tweede uitgave, met andere hoes. Eerste uitgave: zie 1960. |
| 197x  | De speelse muze                            | Eufoda Leuven. Tien cursiefjes. Muziek: Gaston Nuyts |
| 1975  | Jos Ghysen                                 | Lp. Uitg. FONIOR. Teksten: De Hel – Elsje - Autobahn - Proces - Kerstmis - Zwitser - Schoenaerts - Doofstom - Toilet.                                                                                            |
| 1975  | Koekerellenzitting 1975                    | Lp. Uitg. Center Records. Opname carnavalszitting Koekerellen 1975. |
| 197x  | Microfonie van Zuid-Nederlandse schrijvers | Lp met lezingen van verschillende schrijvers. |
| 197x  | Je blijft lachen                           | Lp. Philips Nederland. Met: Godfried Bomans, Gerard Cox, Paul Van Vliet, Wim Sonneveld, Sieto Hoving en Henk Elsink. Tekst: Onder de wapens. Later ook uitgegeven als cd.                                        |
| 1975  | Conférences Jos Ghysen                     | Lp. Omega International. Koekerellenzittingen in CCH 1972, 1974, 1975. Teksten: Het Leger - Verkiezingen '74 - Politiek Stad Hasselt - Het Zevende Jaar.                                                         |
| 197x  | Conférences                                | Lp. ARENA. Titels: Leger - Helm - Frituur - Lowietje - Kanarie - Autobahn – Toilet - Martha. |
| 1978  | Doa ziet wir kèrremes enne loch            | Eerste Hasseltse Revue. Toneelteksten: Jos Ghysen. Liedjesteksten: Louis Verbeeck. Liedjestekst Jos Ghysen: Theus liek op den Dressoir. Muziek: Miel Cools.                                                      |
| 1981  | Rapp'leer dj'oech nog?                     | Lp. Hasseltse Revue. Uitg. Cultureel Centrum Hasselt. 1980 en 1981. Toneelteksten: Jos Ghysen. Liedjesteksten: Louis Verbeeck. Eén liedjestekst van Jos Ghysen: Iech wee da't weur. Muziek: Miel Cools.          |
| 1982  | 'n Stad be 'n chapeau-buse                 | Lp. Hasseltse Revue. Uitg. CCH. Toneelteksten: Jos Ghysen. Liedjesteksten: Louis Verbeevk. Muziek: Miel Cools. Ook uitgegeven op cd.                                                                             |
| 1987  | 35 jaar Strangers                          | Lp. Uitg. PHILIPS. Huldewoord voor de Strangers '35 Jaor'. |
| 1990  | Louis                                      | Lp. Uitg. Philips. In memoriam-lp voor Louis Neefs. 13 songs van Louis Neefs en 'Dag Louis' van Jos Ghysen. |
| 1996  | Conférences                                | Cd. Uitg. CNR Music. Teksten: Het Leger - Conférence 1-2 -3 en 4 - Afscheid van het Hasselts dialect. |
| 1996  | Conférences                                | Audiocassette. Uitg. CNR Music. Teksten: Conférence 1 – 2 – 3 – 4 - Afscheid van het Hasselts dialect. |
| 199x  | Vlaanderen lacht                           | Cd met o.m. Kamiel Spiessens, Dirk Denoyelle, Martin DeJonghe. |
| 2003  | Cabaret en conférences                     | Cd. Uitg. Universal. Nederland. Samen met Youp Van 't Hek, Wim Kan, Toon Hermans, Wim Sonneveld, Paul Van Vliet, Jasperina De Jong, Frans Halsema e.a.                                                           |

## In populaire cultuur
- Jos Ghysen heeft een cameo in het Kiekeboe-stripalbum De anonieme smulpapen. Hij wordt er voorgesteld als "Dr. Ghysen" en geeft een lezing aan een aantal zwaarlijvige mensen onder de titel: Te Vet of niet Te Vet. Hij gebruikt hier ook de uitdrukking: Bij leven en welzijn.
- Een aantal fragmenten van Zondag Josdag werden geparodieerd in de allerlaatste aflevering van Mark Uytterhoevens Alles kan beter. Uytterhoeven speelde hierbij Jos Ghysen.
- Te bed of niet te bed was ook de naam van een aflevering van F.C. De Kampioenen.
- Jos Ghysen vertaalde Hergés strip Mannen op de Maan naar het Hasselts in opdracht van de vzw BD-STRIP en in samenwerking met de stad Hasselt en de Provincie Limburg. In het Hasselts luistert dit Kuifje-avontuur naar de naam Manne obbe Moan. Hij werd hiervoor gelauwerd met de "Stripdiamant", als promotor van de Belgische strip op internationaal vlak.

## Prijzen en eerbetoon
- Medio 2011 werd Jos Ghysen ereburger van de stad Hasselt.

### Literaire en mediaprijzen
| Datum | Prijs |
| ----- | --- |
| 1942  | Nationale Interscolaire Prijs van het Davidsfonds.                                                             |
| 1953  | Van Veldeke-Leën Prijs voor zijn roman "Requiem voor Kristine".                                                |
| 1964  | Prijs van de Vlaamse Journalistiek voor zijn verslaggeving over de 'Ronde van Frankrijk' samen met Piet Theys. |
| 1966  | De Zilveren Sloep van het Casino van Oostende voor de radioserie 'De Zondagsparasol'.                          |
| 1968  | Radio-Oscar voor 'Het Schurend Scharniertje'.                                                                  |
| 1975  | Sabam Prijs voor radioserie 'Het schurend scharniertje'.                                                       |
| 1977  | Radio-Oscar voor 'Te bed of niet te bed'.                                                                      |
| 1979  | De Radio-Oscar voor het geheel van zijn radiowerk.                                                             |
| 1990  | Prijs van de Vlaamse Gemeenschap van de Minister van Cultuur.                                                  |
| 2009  | Blog van het Jaar, georganiseerd door Clickx Magazine.                                                         |
| 2009  | De 'Stripdiamant' voor de promotie van de Belgische strip op internationaal vlak.                              |